# Erwin Baur (manzana)
Erwin Baur es una variedad cultivar de manzano (Malus domestica).
El fruto es altamente aromático, dulce cuando se deja madurar completamente. Muy fragante con toques de pera y melón.

## Sinónimos
- "Erwin Bauer",
- "Herbstapfel Erwin Baur".

## Historia
'Erwin Baur' es una variedad de manzana, a partir de semillas o de 'Geheimrat Doktor Oldenburg' o de Duchess of Oldenburg. Criado en el Instituto Káiser Wilhelm de Mejoramiento Genético, 1928.
Obtenido en 1928 fue nombrado en 1955 en honor del genetista Erwin Baur fundador del instituto Instituto Káiser Wilhelm de Mejoramiento Genético.

## Características

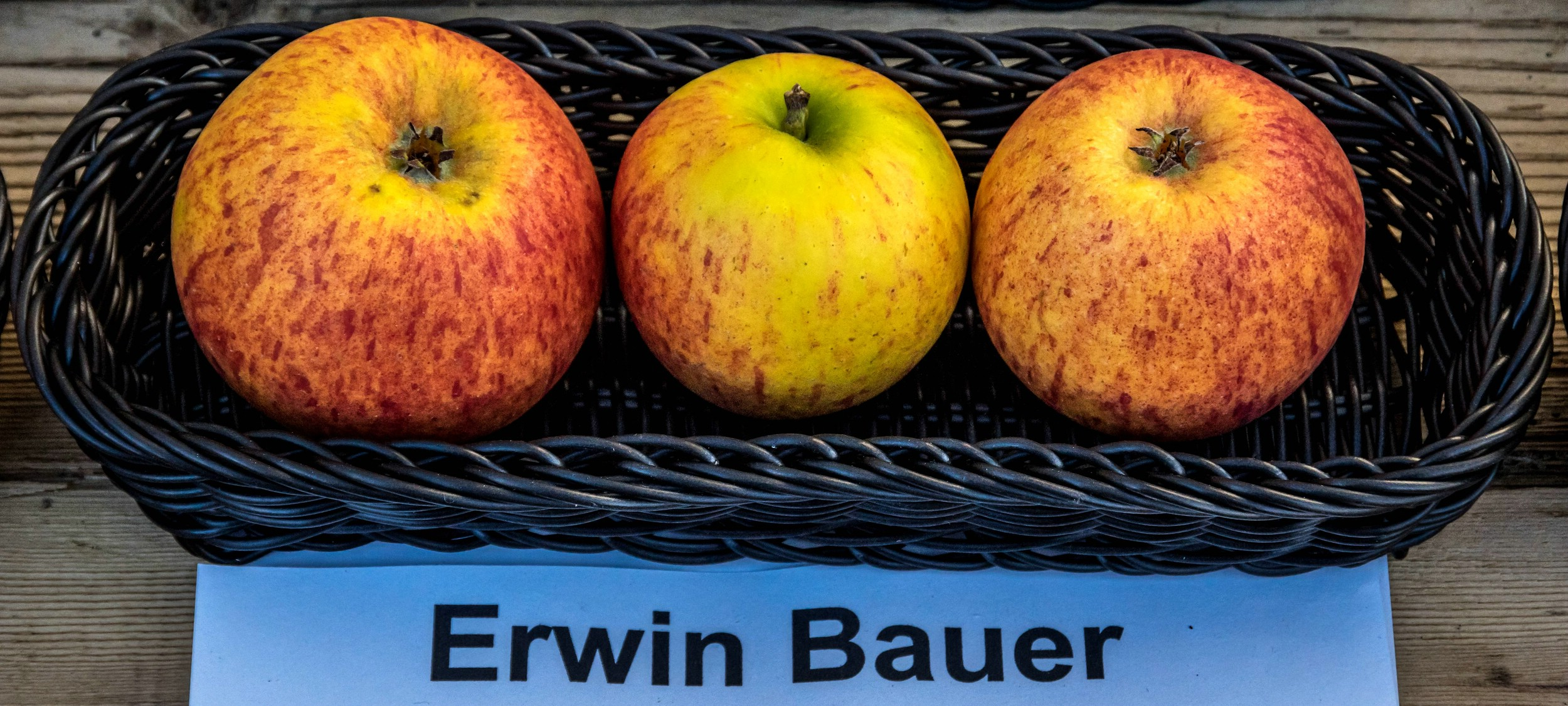
La manzana Erwin Bauer.

'Erwin Baur' tiene un fruto de talla mediana. La piel amarilla está ampliamente lavada de color naranja y marcada con un patrón de rayas rojas más oscuras; epidermis sembrada de pequeñas lenticelas de colores claros.
'Erwin Baur' con pulpa de color amarillento y de textura fina, pero dura y crujiente. Cuando está completamente madura es dulce, pero por lo demás tiende a ser agrio. Altamente aromático, dulce cuando se deja madurar completamente. Muy fragante con toques de pera y melón.
Su zona óptima para el cultivo es USDA Hardiness ZonesZona 3 a 6. Árbol moderadamente vigoroso y resistente a la sarna del manzano. Tiene una tendencia a producir cada dos años (contrañada), pero esto se puede controlar con aclareo de la fruta un mes después de la caída del pétalo. Madura temprano en el cuarto período.

## Usos
Un fruto excelente como postre de manzana. Bueno en salsa de manzana y utilizado por algunos en la sidra.
Recomendada para el huerto familiar, en el cultivo comercial de frutas en la actualidad se puede usar para sidra.

## Ploidismo
Necesita polinizador. Grupo B. Día 7.